# Mariano Borgognoni
Mariano Borgognoni (Lisciano Niccone, 10 giugno 1954) è un teologo e politico italiano, presidente della Provincia di Perugia dal 1995 al 1999 e vicepresidente dell'Umbria dal 31 maggio al 5 novembre 1993.

## Biografia
Laureato in Sociologia e in Teologia, ha conseguito il dottorato in Teologia Fondamentale presso la Facoltà Teologica dell'Italia centrale di Firenze con una tesi sull'Apocalittica. Insegna Filosofia e Scienze Umane presso il Liceo Classico Properzio di Assisi e Teologia e Sociologia delle Religioni presso l'Istituto Teologico di Assisi (aggregato alla facoltà Teologica Lateranense) e all'ISSRA (Istituto Superiore delle Scienze Religiose). 
È iscritto all'Ordine dei Giornalisti del Consiglio Regionale dell'Umbria e direttore del periodico Rocca Archiviato il 15 luglio 2020 in Internet Archive.", quindicinale della Pro Civitate Christiana diffuso in tutta Italia.
È autore di numerose pubblicazioni saggistiche e letterarie ultima delle quali "Le primavere nascono d'Inverno" del 2016.

### Attività politica
Giovane cristiano, impegnato nel rinnovamento conciliare e nell'apertura ecumenica, ha militato in gruppi libertari ed è stato protagonista del Movimento studentesco ternano fino all'adesione alla Federazione Giovanile Comunista Italiana e al Partito Comunista Italiano, di cui divenne dirigente regionale. 
Nella IV e nella V Legislatura regionale (1985-1995) è stato consigliere regionale dell'Umbria, ricoprendo i ruoli di Capogruppo del PCI, Presidente del Consiglio Regionale, Assessore alla Cultura e Vicepresidente della Giunta. Dopo la svolta della Bolognina, nel 1995 entra nell'Assemblea Nazionale del PDS (Partito Democratico della Sinistra). Dal 1995 al 1999 è stato Presidente della Provincia di Perugia. Dal 1995 al 2000 è stato Coordinatore nazionale degli Enti locali per la Pace. Successivamente è indipendente di sinistra. 

## Opere
- La terra dei semi (1997, Marietti Editore);
- Le tracce del vento (2001, Edmond Editore);
- I Baha'i in Umbria: una storia (2002, Era Nuova Editore);
- Affinché crediate (2003, Era Nuova);
- Sorella Maria selvatica e libera in Cristo[5] (2007 Cittadella Editore);
- La fede ferita, un confronto con l'apocalittica di Sergio Quinzio (2009, Cittadella Editore);
- Frantumi e barlumi (2014, Era Nuova Editore);
- Le Primavere nascono d'inverno[6] (2016, Cittadella Editore)

con altri
- I mondi di Francesco (1998, Castelvecchi Editore)[senza fonte];
- Quando il male ci interroga[7][8] (2015, Cittadella Editore);
- Narrare la fede a una generazione incredula (2016, Cittadella Editore)

## Incarichi Politici
- Dirigente Regionale del PCI;
- Membro dell'Assemblea Nazionale del PDS (1995);
- Presidente del Consiglio Regionale della IV e V Legislatura (1985-1995);
- Assessore alla Cultura della IV e V Legislatura (1985-1995);
- Vicepresidente della Giunta della IV e V Legislatura (1985-1995);
- Presidente della Provincia di Perugia (1995-2005);
- Coordinatore Nazionale degli Enti locali per la Pace (1995-2000)